# Irene Hedlund
Irene Hedlund (født 8. marts 1947) er uddannet på Kunsthåndværkerskolen i København i 1982 og har siden da ernæret sig som illustrator.
Allerede året efter at hun forlod skolen, fik hun Forlaget Fremads debutantpris for billedbogen Evige bjerg og de tre stærke kvinder.
Samen med ægtemanden Bent Faurby har hun lavet letlæsningsserien Lærke og Jeppe, som er et eksempel på, at der også skal gøres noget ud af billederne i letlæsningsbøger. Illustrationerne gav hende Kulturministeriets Illustratorpris 1992.
Senest har Irene Hedlund illustreret tre af H.C. Andersens eventyr: Sommerfuglen, Det er ganske vist og Loppen og Professoren.

## Priser
- Forlaget Fremads debutantpris 1983.
- Kulturministeriets igangsætterpris og illustratorpris i 1992.

Til flere af sine bøger har hun modtaget arbejdslegater fra Kulturstyrelsen.